# Краснорукий тамарин
Краснорукий тамарин (лат. Saguinus midas) — вид игрунковых обезьян из рода тамаринов (Saguinus).

## Описание
Шерсть окрашена в тёмно-коричневый или чёрный цвет, характерным признаком являются красновато-жёлтые передние и задние лапы. Тёмное лицо безволосое, уши большие. Как и у всех игрунковых на пальцах ног (за исключением большого пальца) вместо ногтей когти. Длина тела составляет от 21 до 28 см, хвост длиной от 31 до 44 см. Масса составляет примерно от 400 до 550 г.

## Распространение
Краснорукий тамарин обитает в северо-восточной части Южной Америки, его ареал включает следующие страны: Гайана, Суринам и Французская Гвиана, а также северо-восток Бразилии к северу от Амазонки. Вид населяет леса с густым подлеском.

## Образ жизни
Эти приматы активны днём. Большую часть времени проводят в кронах деревьев, передвигаясь на четвереньках или прыжками. Они живут группами от 2-х до 6-и особей, в исключительных случаях до 15-ти животных. Эти группы состоят из доминантной самки, других подчинённых самок, одного или нескольких самцов, а также общего подрастающего поколения. Социальное поведение сильно выражено, в пределах группы до агрессии дело не доходит даже среди самцов, уход за шерстью и ряд звуков служат коммуникации и взаимодействию.

## Питание
Краснорукий тамарин — это всеядное животное. Он питается фруктами, насекомыми, нектаром и соком деревьев.

## Размножение
Как и у всех тамаринов, спаривается со всеми самцами группы и рожает только доминантная самка группы, редкий среди млекопитающих феномен, называемый полиандрия. Через 140—145 дней беременности на свет появляется двойня. Воспитание детёнышей преимущественно вменяется в обязанность самцам, они носят детёнышей, принося их самке только для кормления. В возрасте от двух до трёх месяцев детёныши отлучаются от матери, а в возрасте от 16 до 20 месяцев они становятся половозрелыми.